# Рамсей, Джордж, 9-й граф Далхаузи
Генерал Джордж Рамсей (варианты: Рамзей, Рамси, Рэмси, Рэмзи), 9-й граф Далхаузи (варианты: Дальхузи, Далхузи, Дэлхаузи) (англ. George Ramsay, 9th Earl of Dalhousie; 23 октября 1770, Мидлотиан — 21 марта 1838, Мидлотиан), до 1787 года именовавшийся лорд Рамсей, а с 1815 года барон Далхаузи  — британский военный деятель и колониальный администратор провинции Новая Шотландия, Канада. Занимал пост лейтенант-губернатора Новой Шотландии с 1816 по 1820 год, генерал-губернатора Канады с 1820 по 1828 год, а затем главнокомандующего Индии. Его сын, Джеймс Эндрю Броун-Рамсей, 1-й маркиз Далхаузи, в свою очередь был генерал-губернатором Индии.

## Происхождение и образование
Далхаузи родился в замке Далхаузи в Мидлотиане. Он был сыном Джорджа Рамсея, 8-го графа Далхаузи, и Элизабет, дочери Эндрю Глена. Он получил образование в Королевской средней школе в Эдинбурге и в Эдинбургском университете.

## Военная карьера
После смерти отца в 1787 году Далхаузи вступил в британскую армию в июле 1788 года, купив звание корнета в 3-м драгунском полку, а затем был назначен капитаном независимой роты, которую он сам создал. В январе 1791 года он вступил во 2-й батальон 1-го пехотного полка, а в июне 1792 года приобрёл звание майора во 2-м пехотном полку. Отправился вместе со своим полком на Мартинику в качестве его командира, и в августе 1794 года был повышен до подполковника. Был тяжело ранен в 1795 году и вернулся в Великобританию. В 1798 году служил во время ирландского восстания, а в 1799 году на протяжении всей кампании во Фландрии. Он был временно повышен до полковника в январе 1800 года и участвовал на поздней стадии египетской кампании под началом Ральфа Эберкромби, захватив без боя Розетту и успешно осадив близлежащий форт Жюльен в апреле 1801 года. В 1803 году он служил штабным бригадным генералом в Шотландии, а в апреле 1805 года был повышен до генерал-майора.
На поздних этапах Пиренейской войны Далхаузи командовал 7-й дивизией под началом герцога Веллингтона. Веллингтон иногда критиковал его действия, в частности во время отступления из Бургоса, за его запоздалое прибытие в Виторию и за его неинформированность о действиях французов накануне битвы при Ронсевале.
Вместе с Генри Клинтоном (или Освальдом) и Уильямом Стюартом он проявил неподчинение во время отступления из Бургоса. Веллингтон приказал им идти по определённой дороге, однако, как писал Дэвид Чандлер:
[Они решили, что эта дорога] слишком длинная и слишком мокрая, и выбрали другую. Та привела их к заблокированному мосту, который они не могли пересечь. Здесь Веллингтон их и обнаружил, стоящих в растерянности. Как-то Веллингтона спросили, что он сказал им в этот момент. «О Боже, всё было слишком серьёзно, чтобы что-либо говорить», ответил он. Позже он жаловался в Лондон: «Ну и ситуация! Просто невозможно запретить отправку в армию совершенно неспособных людей»
В Витории он задержался, потому что «обнаружил трудности при переходе по разбитым дорогам», хотя Томас Пиктон прибыл достаточно рано и атаковал вместо него, когда 7-я дивизия Далхаузи не появилась.
Тем не менее, он получил от Парламента благодарность за его действия в Витории, где он командовал левой колонной центра, состоящей из 3-й и 7-й дивизий. В 1813 году он стал генерал-лейтенантом и полковником 13-го пехотного полка. Он возглавлял свою дивизию в битве при Пиренеях, где она практически не участвовала, а затем в октябре уехал домой в Англию. После того, как предыдущий командир был ранен в битве при Ортезе в феврале 1814 года, Далхаузи ненадолго снова возглавил 7-ю дивизию. Он занял город Бордо и таким образом пропустил финальную битву при Тулузе.

## Дальнейшая карьера
В 1815 году ему был пожалован титул барона Далхаузи из замка Далхаузи в графстве Эдинбург, в округе Соединенного Королевства, который позволил ему заседать в палате лордов (до этого момента он заседал как шотландский пэр-представитель).

### Лейтенант-губернатор Новой Шотландии
Согласно «Канадскому биографическому словарю», Рамсей добивался должности в колониальной администрации, чтобы заплатить долги, возникшие при расширении его владений. Он заменил сэра Джона Коупа Шербрука на посту лейтенант-губернатора Новой Шотландии в 1816 году. Он нанимал официального рисовальщика Джона Эллиота Вулфорда, известного многими сохранившимися рисунками и картинами.
Рамсей основал колледж Далхаузи (Дэлхаузи), первый колледж в Новой Шотландии, который вырос в университет Далхаузи.

### Генерал-губернатор Канады

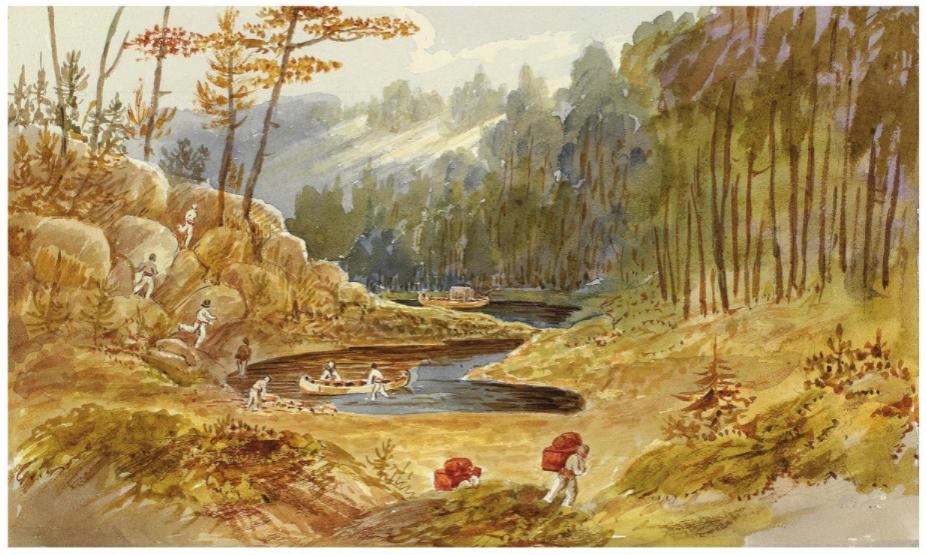
Когда Рамсей был назначен генерал-губернатором Канады, он совершил поездку по Верхней и Нижней Канаде, включая весьма отдалённые в то время от цивилизации места. На этой картине изображена его экспедиция, проходящая там, где сейчас находится город Норт-Бей.

Он был назначен генерал-губернатором Британской Северной Америки в 1820 году и занимал эту должность до 1828 года.

### Главнокомандующий Индии
Рамсей был назначен главнокомандующим индийской армии в 1828 году. Штаб Рамсея находился в Калькутте и Симле. Индийский климат ухудшил его здоровье, и он ушел в отставку в 1832 году.

### Отставка
В феврале 1833 года у Рамсея начались обмороки. Его здоровье продолжало ухудшаться, и в 1834 году он вернулся в свое поместье, где умер 4 года спустя в марте 1838 года в возрасте 67 лет. В последние годы жизни он ослеп и страдал старческим слабоумием.

## Семья
В 1805 году лорд Далхаузи женился на Кристиане, дочери Чарльза Брауна из Колстоуна в Восточном Лотиане в Шотландии.
У Рамсея и Кристианы было трое сыновей, двое старших из которых умерли в раннем возрасте. После смерти Рамсея ему наследовал его младший сын Джеймс, который впоследствии получил титул маркизом Далхаузи. Леди Далхаузи умерла в январе 1839 года.

## Наследие
Во время его службы лейтенант-губернатором Новой Шотландии он основал университет Далхаузи в Галифаксе, Новая Шотландия. Канадский город Далхаузи, Нью-Брансуик, был назван в его честь после того, как он побывал там в 1826 году, хотя в его дневниковой записи за тот день говорилось, что он не одобряет изменение названий французских и микмакских поселений. Кроме того, его честь названы деревни Ист Далхаузи и Вест Далхаузи в Новой Шотландии, а также Эрлтаун и Порт Далхаузи, община в Сент-Катаринс, Онтарио, станция Далхаузи и прилегающая к ней площадь Далхаузи в Монреале.